# Fontana Records
Fontana is een platenlabel. Het werd in 1957 geïntroduceerd door Philips in Frankrijk en verspreidde zich geleidelijk naar de andere landen waar Philips verkoopmaatschappijen had. Het label werd gebruikt om opnames van labels op uit te brengen waar Philips een licentieovereenkomst mee had, zoals Epic.
In de Verenigde Staten begon Fontana in 1962 als een van de labels van de Mercury Record Corporation. Mercury Record Corporation was eigendom van Philips Phonografische Industrie. Een aantal Fontana-artiesten hadden een nummer-1-positie op de hitlijsten, waaronder Wayne Fontana & The Mindbenders, The Troggs en The New Vaudeville Band (met Winchester Cathedral). Ook Nana Mouskouri was een succesvolle Fontana-artieste.
Op het Fontana-label in Engeland werden opnames van onder andere van Motown Records (1961), Vanguard Records (tot 1967), Mainstream Records en ESP-Disk uitgebracht.
In Nederland kwamen verschillende (ook Nederlandstalige) hits op het label uit, zoals Ramona van de Blue Diamonds, Hou je echt nog van mij, Rocking Billy? van Ria Valk en Hand in hand, kameraden van Jacky van Dam. In de jaren zestig had label een paar grote hits, zoals Je t'aime moi non plus van Jane Birkin en Serge Gainsbourg en Israelites van Desmond Dekker. Ook de jazz-single Take Five van Dave Brubeck kwam op Fontana Records uit. Andere succesvolle artiesten op het label waren bijvoorbeeld Dave Dee, Dozy, Beaky, Mick & Tich, The Equals, Johnny Mathis, Marty Robbins, The Pretty Things, Spencer Davis Group, Manfred Mann en Black Sabbath.
Naast pop bracht het label ook jazz en klassieke muziek uit. Jazzartiesten op het label waren onder meer Louis Armstrong, Art Blakey, Carla Bley, Marion Brown, Paul Bley, Cleo Laine en Eric Dolphy. 
In Engeland en Europa leidde het label na 1974 een slapend bestaan. In de jaren tachtig kreeg het nieuw leven ingeblazen, toen het onder meer het label werd voor onder meer Tears for Fears, The Teardrop Explodes en de Cocteau Twins. Ook in de jaren negentig was het actief, het was toen onder meer een label voor James.
Het label, in de jaren zeventig eigendom van PolyGram, is nu onderdeel van de Universal Music Group.